# Böjda pyramiden
Böjda pyramiden är en pyramid i Dahshur i Egypten uppförd av farao Snofru (r. ca 2639–2604 f.Kr.) under Egyptens fjärde dynasti.

## Historia
Under farao Snofrus femtonde regeringsår flyttade han sitt residens till Dahshur där han påbörjade uppförandet av Böjda pyramiden.
I takt med att pyramiden byggdes uppstod allvarliga sprickor i kamrarna och i korridoren. Reparationsförsök och förbättringar har gjorts utan att lyckas lösa problemen. Pyramidens grund är inte byggd på berg, utan på relativt mjukt lermaterial, vilket sannolikt bidrog till de strukturella problemen. Efter 15 års arbete med Böjda pyramiden övergavs den och Röda pyramiden  började byggas. Det är tänkbart att den övre delen av Böjda pyramiden färdigställdes efter den Röda pyramiden.
Enligt vissa teorier blev Snofru begravd i Böjda pyramiden, men det mesta tyder på att Röda pyramiden var hans begravningsplats.

## Utförande
Böjda pyramiden står i södra Dahshur ca två kilometer rakt söder om Röda pyramiden.
Pyramidens sidor vid basen är 188 m långa. Liksom Röda pyramiden är Böjda pyramiden ungefär 105 m hög, vilket bara överträffats av Cheopspyramiden och Chefrens pyramid. Ursprungligen var det tänkt att Böjda pyramiden skulle bli 150 m hög med hjälp av en brantare lutningsvinkel av 60 grader, vilket det finns spår av i pyramiden.
De lägsta 45 meterna av pyramidens sidor är byggda med drygt 54 graders lutning. Sannolikt för att minska pyramidens totala vikt, och därmed undvika kollaps byggdes den övre delen av pyramiden med drygt 43 graders lutande sidor. Pyramidens kärna är byggd av lokal kalksten. Ytskiktet är byggt av täckstenar av vit kalksten, och av alla egyptiska pyramider har Böjda pyramiden det bäst bevarade ytskiktet.
På norrsidan av pyramiden ungefär 12 m över marknivå finns en ingång som följs av sluttande 74 m lång gravkorridor som leder ner till den första och lägsta kammaren. Denna förkammare har 12,6 m takhöjd. Förkammaren ansluter högt upp på södra väggen till den lägre gravkammaren. Den lägre gravkammaren är ungefär 6 x 5 m och har 17 m takhöjd.
På pyramidens västra sida 33 m över marknivå finns en andra ingång med en andra 65 m lång gravkorridor som leder till den övre gravkammaren. Denna andra gravkorridor har även två låsbara skjutportar. Den övre gravkammaren är drygt 8 x 5 m och har 16,5 m takhöjd. I ett av stenblocken i taket till övre gravkammaren finns en inskription med Snofrus namn. I den övre gravkammaren finns även en konstruktion av träbalkar för att stödja taket. En tunnel ansluter även från taket i lägre gravkammaren till den andra gravkorridoren. Samtliga pyramidens tre kammare har höga överkragningsvalv i taket.
Öster om Böjda pyramiden finns ett offerkapell och två stelar, varav en innehåller Snofrus namn och titel. Söder om pyramiden finns en 32,5 m hög satellitpyramid med två stelar på dess östra sida. Satellitpyramiden har en mycket liten begravningskammare som kanske var tänkt för en staty av kungen.

## Namn
Pyramiden har fått sitt moderna namn beroende på att dess karakteristiska utseende med bruten sidovinkel. Det ursprungliga egyptiska namnet var Den södra skinande eller Snofru skiner.

## Galleri

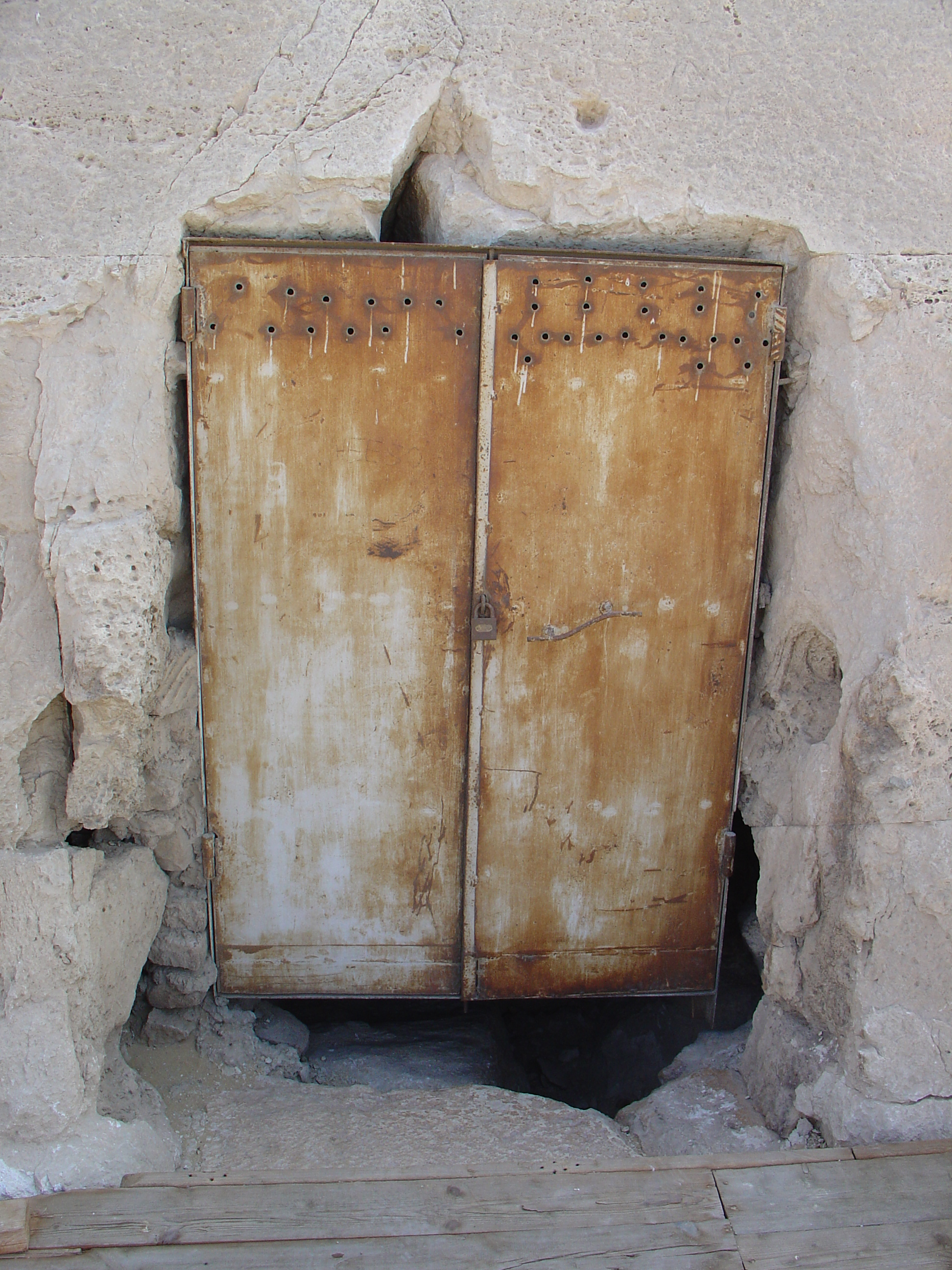
Ingången till Böjda pyramiden
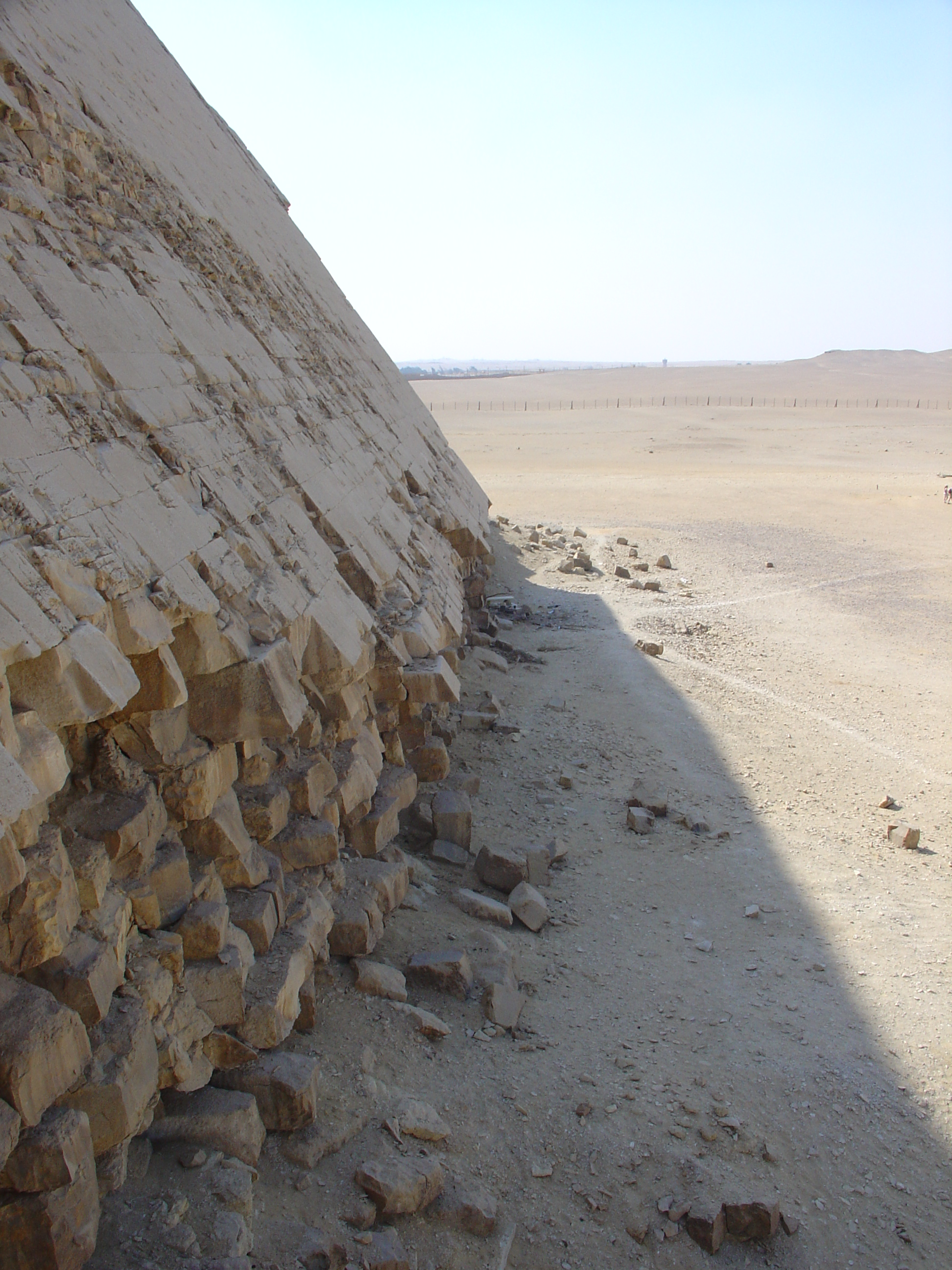
Vy längs pyramidens sida
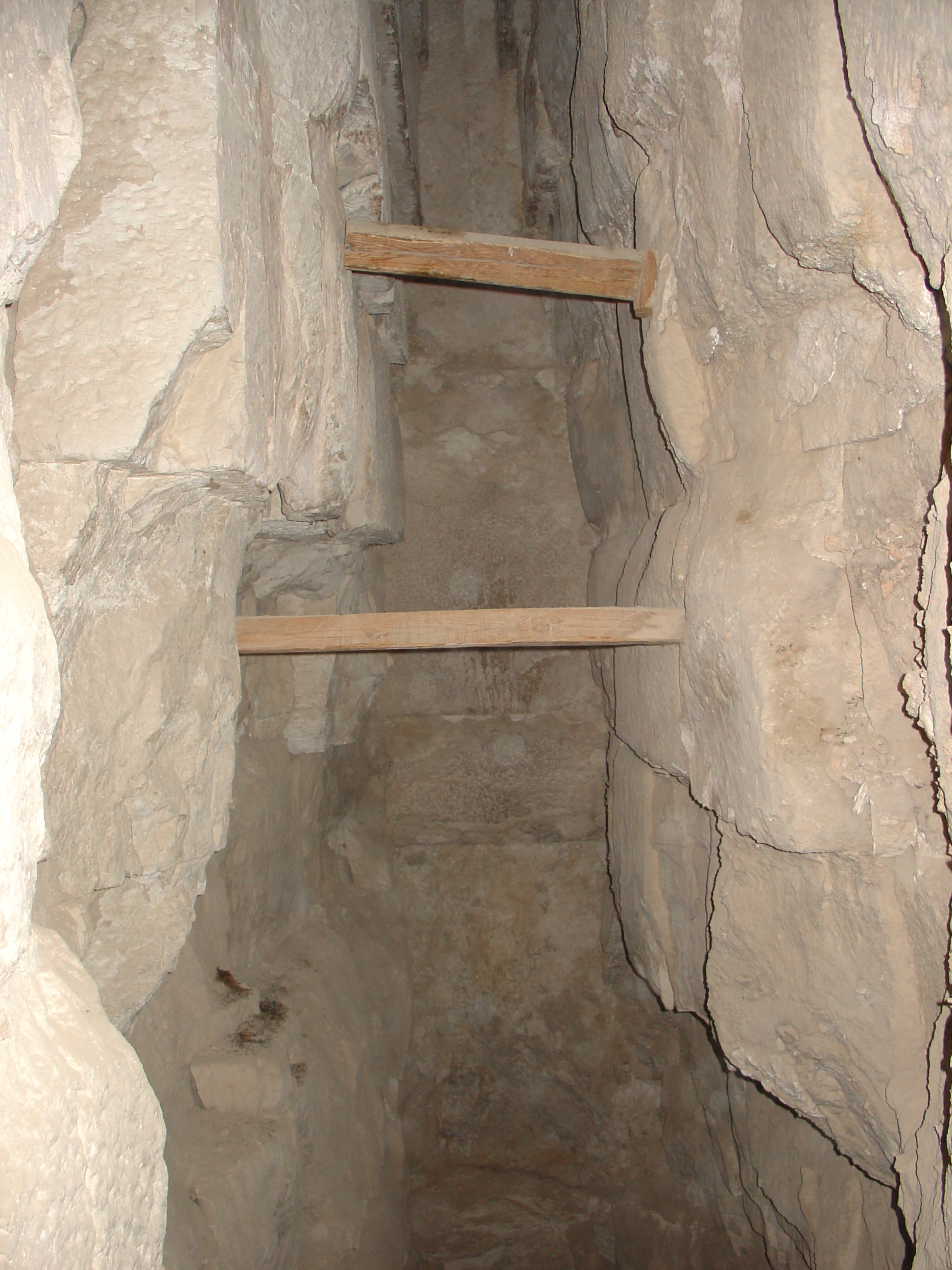
Inuti Böjda pyramiden
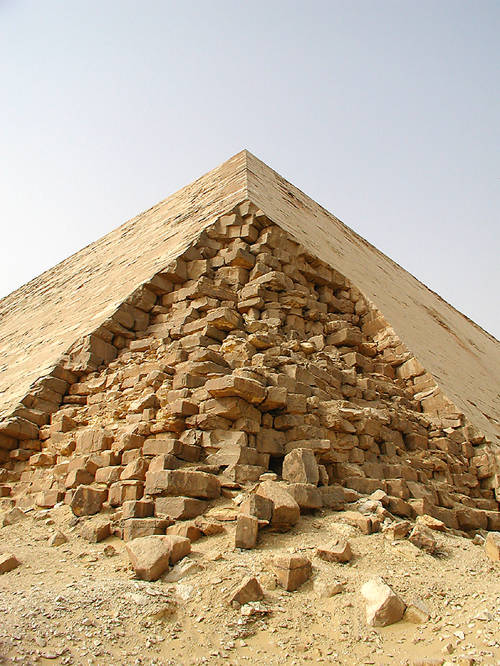
Nordöstra hörnet
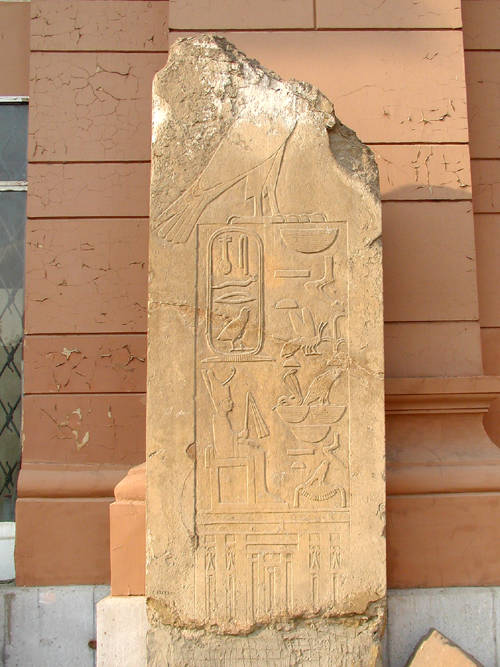
Snofrus stele vid offerkapellet.